# エドワード・コーンズ
エドワード・コーンズ（Edward Cornes、1840年 - 1870年8月1日）は、アメリカ合衆国イリノイ州出身の来日宣教師である。日本で事故死した。

## 生涯

### 初期
1840年にイリノイ州マレンゴで生まれた。先祖は北アイルランド系移民（スコッチ・アイリッシュ）である。ペンシルバニア州のワシントン・カレッジに入学した。在学中に南北戦争で北軍の義勇軍に応募して騎兵将校として活躍した。1864年に復学し、キャンパスでクリストファー・カロザースに出会い親交を結んだ。1865年春にワシントン・カレッジを卒業して、その秋にシカゴにある長老神学校（現：マコーミック神学校）に入学した。1867年にシカゴ長老会で按手礼を受けて、1868年に宣教師の任命を受けた。エリサとの結婚式を済ませてから、1868年6月に米国長老教会の4番目の派遣宣教師として横浜に上陸した。

### 横浜時代
横浜についたコーンズ夫妻は、横浜居留地39番のジェームス・カーティス・ヘボンの家に落ち着いた。ヘボン塾を手伝い、コーンズは15名の生徒を引き受けて英語などを指導し、エリサは女子クラスを助けた。コーンズの日本語教師として、デイヴィッド・タムソンの日本語教師だった小川義綏が教えることになった。コーンズは短期間に進歩して、小川もコーンズから聖書的感化を受けて、1869年にはタムソンから洗礼を受けた。その間、コーンズはS・R・ブラウンの外国人教会の横浜ユニオン・チャーチで説教をした。またタムソンがチフスに罹った時には、タムソンの英語塾の代わりにコーンズが指導を行った。
そして、日本宣教を希望するクリストファー・カロザースを海外伝道局に推薦した。海外伝道局は次の宣教師として、カロザース夫妻を派遣した。
カロザースが来日した時、ヘボンはアメリカに帰国中であったが、9月にタムソン、コーンズ、カロザースの3人で上京して、大学南校の教頭であったグイド・フルベッキに会って意見を求めた。その結果東京に伝道を集中することになった。
9月末にヘボンがアメリカから帰ると、在日ミッションは第一回在日宣教師会議を開き、東京にステーションを置いて、カロザースを管理者に指名することを決議した。1870年になるとフルベッキから大学南校の教師の推薦が届いた。これを受けて、2月17日から日本政府と契約を結び、横浜から神田一ツ橋に移り、大学南校の教員になった。5月に次男ハリーが生まれた。

### 事故死
夏休みに入って横浜の友人を訪ねるために、1870年8月1日早朝、蒸気船City of Yedo号に乗船した。沖に近づいた時、船は突然爆発事故を起こした。コーンズ一家はハリーを残して即死した。この事故で、日本人と外国人を含め16人が犠牲になった。コーンズ一家の遺体は横浜外国人墓地に埋葬されている。
遺児ハリーはヘボン夫妻に引き取られ、コーンズの大学南校の残りの契約期間はタムソンがフルベッキの推薦を受けて代講を務めた。ヘボン夫人に養育されていたハリーは、1871年にカロザース夫人のジュリアによって、アイオワ州に住むコーンズの親に届けられた。